# ラ・リオハ (アルゼンチン)
ラ・リオハ(スペイン語: La Rioja)は、アルゼンチン・ラ・リオハ州の州都。州の東部に位置している。2010年の国勢調査による人口は180,995人である。

## 地理
ファマティナ山脈の山麓に位置しており、標高は515mである。首都ブエノスアイレスからは1,167kmの距離にあり、コルドバからは430kmにある。ラ・リオハ一帯はアルゼンチンでもっとも乾燥した地域のひとつであり、ラ・リオハ州はもっとも人口が少ない州のひとつである。市街地から7kmの距離にカピタン・ビセンテ・アルマンドス・アルモナシド空港があり、ブエノスアイレス、北部に隣接するカタマルカ州のカタマルカに定期便が飛んでいる。

## 歴史

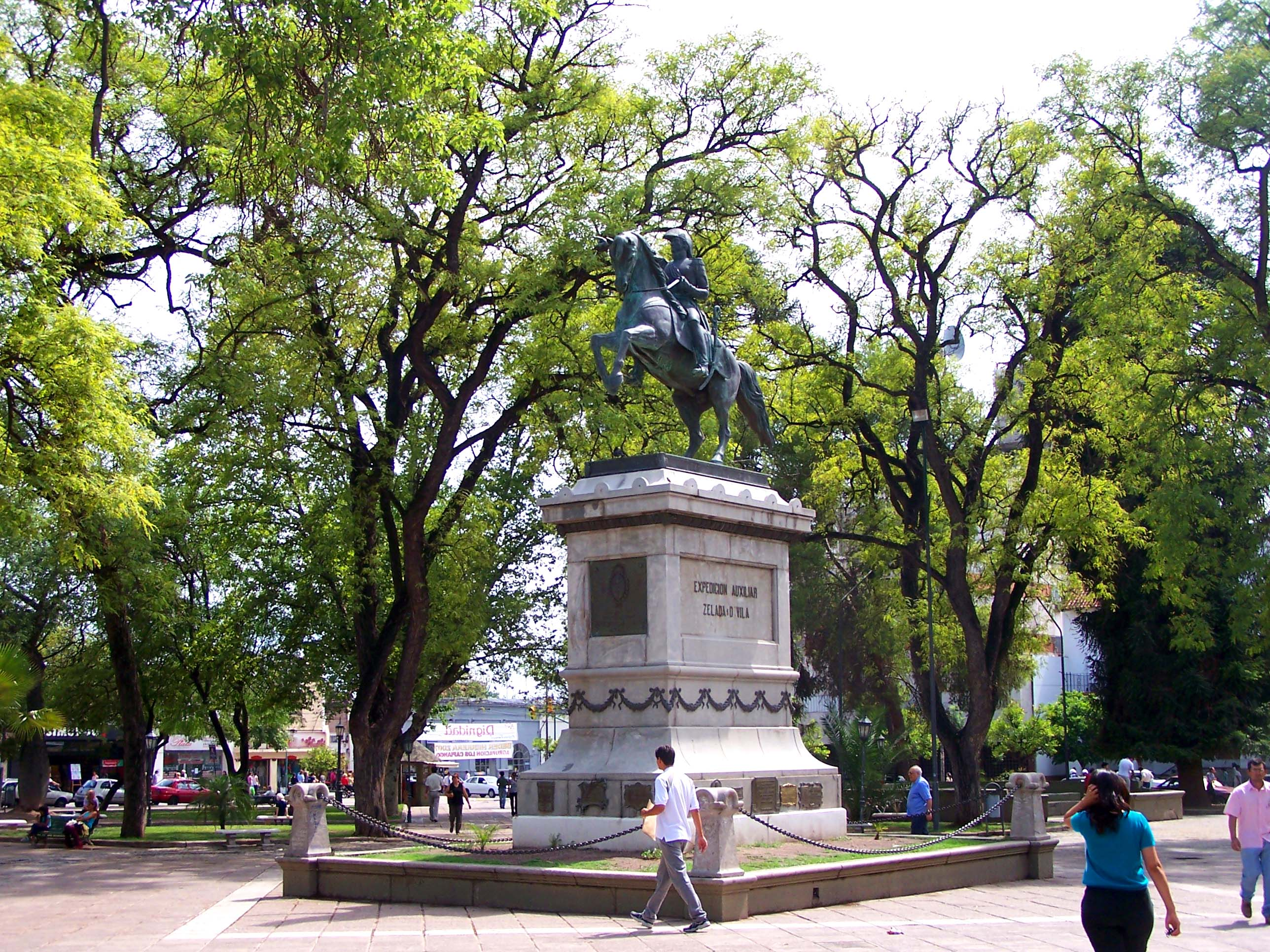
ホセ・デ・サン・マルティンのモニュメント

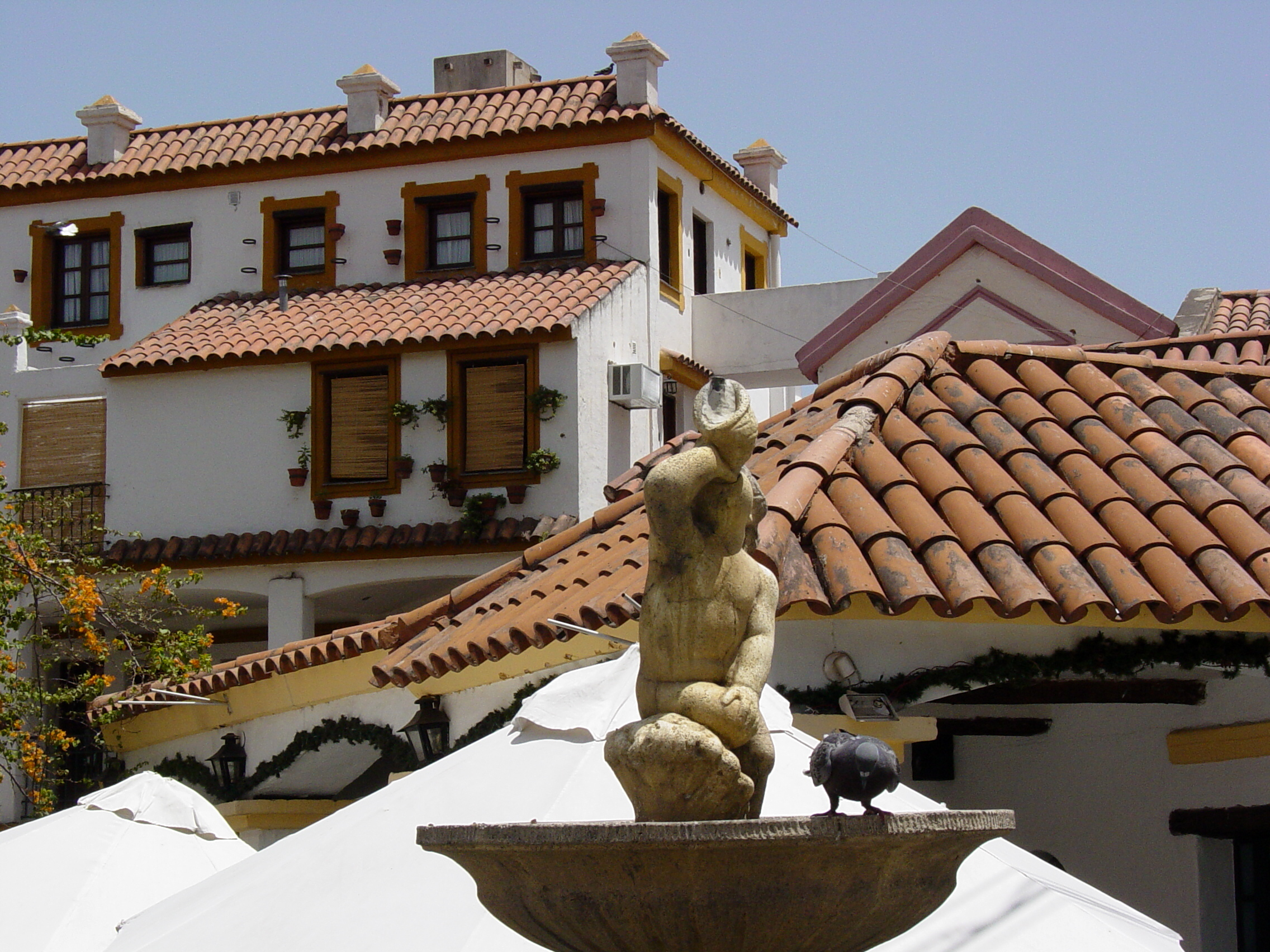
植民地時代の建築

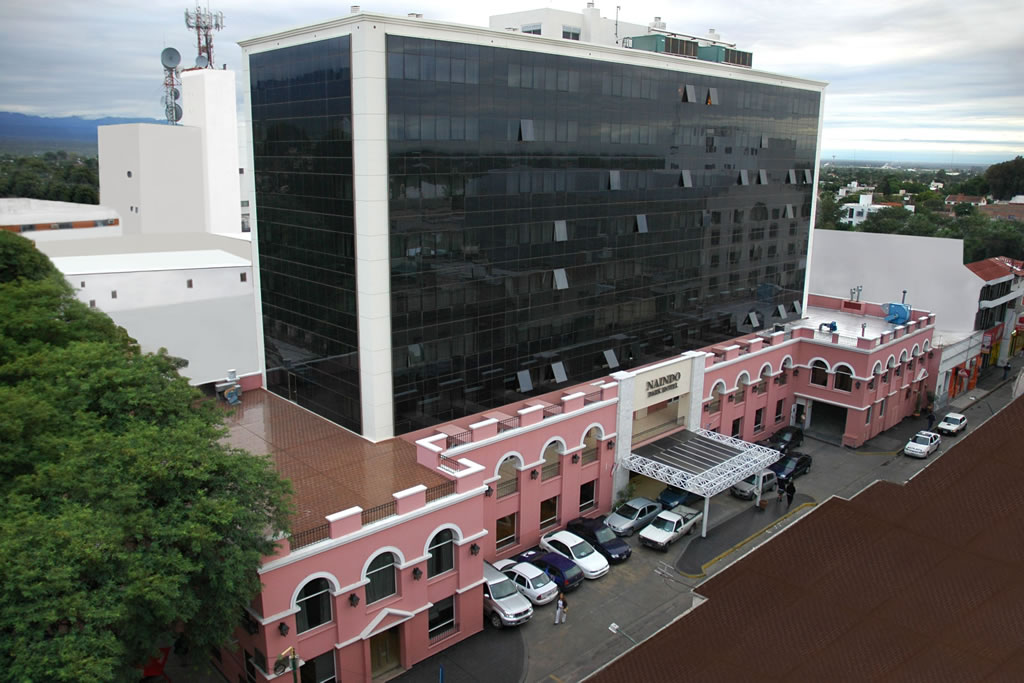
ナインド公園ホテル

1591年、トゥクマン州政府によってラ・リオハの町が建設された。町の建設以来常に州都の座にあり、19世紀中頃にはチリ国境に近いチレシートが一時的にラ・リオハの人口を超えたが、20世紀初頭までに再びラ・リオハが州の人口最大都市となった。
1970年にはラ・リオハ国立大学がラ・リオハを本部として設立された。イサベル・ペロン元大統領（1974年-1976年在職、世界初の女性大統領）はラ・リオハ生まれであり、カルロス・メネム元大統領（1989年-1999年在職、アラブ系アルゼンチン人）もラ・リオハ近隣の生まれである。

## 経済
ラ・リオハ州ではワインの生産が盛んだが、経済は歴史的に牧畜や農業に依存していた。しかし、1970年代初めに産業化が進展し、今日ではアルゼンチンの医薬品産業の一大中心地となっている。労働者の大部分は製造業に従事しているが、チレシートやタランパージャ国立公園などの風光明美な観光地を活かした観光産業にも力を入れており、ブドウ畑やワインセラーなどでのアグリツーリズムも行なわれている。夏期の農作物収穫も大きな雇用者数を生む。この期間には多くの市民がオリーブのプランテーション（大規模農場）、ブドウ畑、綿花畑などで仕事を見つけ、ワインの瓶詰めや製品の輸送などにも多くの労働者が従事する。

## 気候
ラ・リオハはステップ気候であり、ケッペンの気候区分ではBShとなる。夏の平均気温は21度から35度で推移し、冬の平均気温は5度から19度で推移するが、夏の最高気温は45度を超える。年平均降水量は411.4mmに過ぎず、北東から湿った熱帯気団がやってくる夏期にほとんどの降水が集中する。
| ラ・リオハの気候                       | ラ・リオハの気候 | ラ・リオハの気候 | ラ・リオハの気候 | ラ・リオハの気候 | ラ・リオハの気候 | ラ・リオハの気候 | ラ・リオハの気候 | ラ・リオハの気候 | ラ・リオハの気候 | ラ・リオハの気候 | ラ・リオハの気候 | ラ・リオハの気候 | ラ・リオハの気候 |
| 月                                     | 1月              | 2月              | 3月              | 4月              | 5月              | 6月              | 7月              | 8月              | 9月              | 10月             | 11月             | 12月             | 年               |
| -------------------------------------- | ---------------- | ---------------- | ---------------- | ---------------- | ---------------- | ---------------- | ---------------- | ---------------- | ---------------- | ---------------- | ---------------- | ---------------- | ---------------- |
| 平均最高気温 °C （°F）                 | 34.5 (94.1)      | 32.5 (90.5)      | 30.1 (86.2)      | 26.8 (80.2)      | 22.9 (73.2)      | 19.1 (66.4)      | 19.3 (66.7)      | 22.9 (73.2)      | 25.4 (77.7)      | 30.8 (87.4)      | 33.1 (91.6)      | 35.0 (95)        | 27.7 (81.85)     |
| 日平均気温 °C （°F）                   | 27.1 (80.8)      | 25.5 (77.9)      | 23.4 (74.1)      | 19.8 (67.6)      | 15.2 (59.4)      | 10.9 (51.6)      | 10.8 (51.4)      | 14.3 (57.7)      | 17.3 (63.1)      | 22.9 (73.2)      | 25.4 (77.7)      | 27.5 (81.5)      | 20.01 (68)       |
| 平均最低気温 °C （°F）                 | 20.7 (69.3)      | 19.8 (67.6)      | 18.4 (65.1)      | 14.6 (58.3)      | 9.5 (49.1)       | 5.0 (41)         | 4.6 (40.3)       | 7.5 (45.5)       | 10.3 (50.5)      | 15.9 (60.6)      | 18.5 (65.3)      | 20.8 (69.4)      | 13.8 (56.83)     |
| 雨量 mm （inch）                       | 113.7 (4.476)    | 86.5 (3.406)     | 55.9 (2.201)     | 19.7 (0.776)     | 6.5 (0.256)      | 1.3 (0.051)      | 3.3 (0.13)       | 5.0 (0.197)      | 6.1 (0.24)       | 14.1 (0.555)     | 48.0 (1.89)      | 51.3 (2.02)      | 411.4 (16.198)   |
| 平均降雨日数                           | 9                | 8                | 6                | 4                | 1                | 0.6              | 1                | 0.8              | 2                | 2                | 5                | 7                | 46.4             |
| % 湿度                                 | 63               | 68               | 70               | 71               | 69               | 68               | 65               | 55               | 52               | 49               | 54               | 57               | 61.8             |
| 平均月間日照時間                       | 245              | 224              | 205              | 198              | 202              | 180              | 205              | 239              | 228              | 264              | 252              | 249              | 2,691            |
| 出典1：Servicio Meteorológico Nacional |                  |                  |                  |                  |                  |                  |                  |                  |                  |                  |                  |                  |                  |
| 出典2：The Weather Network (日照)      |                  |                  |                  |                  |                  |                  |                  |                  |                  |                  |                  |                  |                  |